# ابن فورک
ابن فورَک (۹۴۱-۱۰۱۵ میلادی) (نسب: ابوبکر محمد بن حسن بن فورک اصفهانی نیشابوری) محدث و فقیه شافعی، متکلم، مفسر و مدرس ایرانی در سدهٔ چهارم قمری بود. مؤسس مدرسهٔ انصاریه (معروف به مدرسهٔ ابن فورک) در نیشابور در سدهٔ چهارم و پنجم قمری بود. ابوالقاسم قشیری، ازجمله مهمترین شاگردان وی بوده‌است. او سال‌های بیشتر عمرش را در نیشابور گذارند و مدرسه‌ای بزرگ و خانقاهی در نیشابور بنیان نهاد.

## آثار
از ابن فورک نوشته‌هایی در زمینهٔ اصول دین و اصول فقه و معانی قرآن باقی مانده‌است. ابن عساکر آثار و نوشته‌های وی را بیشتر از صد اثر می‌داند. از آثار اوست:
- «مشکل الحدیث و غریبُه»
- «اسماء الرجال»
- «التفسیر»
- «الحدود»
- «النظامی»
- «حل آیات المتشابهات».